# Jerònim de Siracusa
Jerònim de Siracusa (en llatí Hieronimus, en grec antic Ἱερώνυμος) fou rei de Siracusa el 215 aC i fins al 214 aC.
Era net del rei Hieró II de Siracusa al que va succeir al començament del 215 aC, i fill de Geló II. En ser proclamat rei tenia 15 anys. La batalla de Cannes havia posat en qüestió el poder romà i part de la població es decantava ara per una aliança amb Cartago. Es va establir un consell de regència format per quinze persones entre les quals Andranòdor i Zoippos, marits de dues filles de Hieró II, Demarata i Heraclea, i personatges notables de Siracusa. Andranòdor va convèncer el rei d'assolir per si mateix el poder i va donar exemple renunciant al càrrec de regent, exemple seguit pels altres regents. A partir de llavors Jerònim va esdevenir un titella en mans dels seus dos oncles que eren favorables a l'aliança cartaginesa. L'únic conseller que va conservar certa influencia fou Trasó (Thrason) que era partidari dels romans, però aviat va ser eliminat acusat de conspiració.
Jerònim va enviar ambaixadors a Hanníbal i els enviats del gran general, Epícides de Siracusa i Hipòcrates, dos siracusans que vivien a Cartago, van ser rebuts a la ciutat amb honors. En canvi els enviats del cònsol romà Appi Claudi Pulcre van ser maltractats. Jerònim va enviar ambaixadors a Cartago per establir una aliança pel qual el riu Hímera s'establia com a límit entre cartaginesos i siracusans, però al cap de poc va enviar una segona ambaixada que va demanar per Siracusa tota l'illa. Els cartaginesos li van prometre el que demanava, amb la finalitat d'assegurar la seva aliança. Jerònim va fer aixecar un exèrcit de quinze mil homes i va enviar a Hipòcrates i Epícides a sondejar a les ciutats subjectes a Roma. Es trobava a Leontins quan sobtadament una conspiració encapçalada per Dinòmenes, el va matar abans que la guàrdia ho pogués evitar quan només portava uns tretze mesos al poder, a començament del 214 aC, segons diuen Titus Livi i Polibi.
Polibi diu que, entre altres casos de menyspreu per la decència pública, es va casar amb una prostituta a la que va concedir els honors d'una reina. No va deixar successió. Es coneixen nombroses monedes del seu regnat, encara que va ser molt curt.